# Revistero

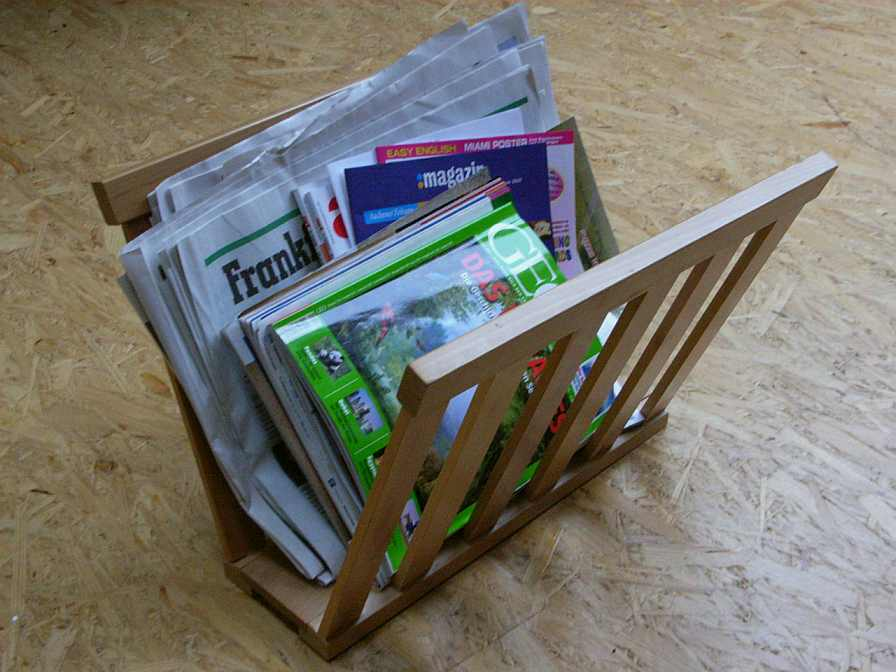
Revistero

Un revistero es un mueble destinado a almacenar revistas y periódicos de modo que estén disponibles para su utilización.

## Características
Los revisteros son muebles de una anchura poco mayor que una revista y que están abiertos por la parte superior de tal modo que las publicaciones se introducen en sentido vertical. Algunos cuentan con separadores interiores para poder clasificar las revistas además de mantenerlas rectas impidiendo que se mezclen unas con otras. 
Los revisteros se encuentran en las habitaciones en las que habitualmente se realiza el acto de lectura: dormitorios, salones, salas de estar, etc. Generalmente, se colocan en las inmediaciones de los sillón sillones en los que habitualmente se leen estas publicaciones. Su pequeño tamaño permite ubicarlos en rincones o lugares poco visibles adoptando un rol discreto dentro de la habitación. 
Los revisteros también son muebles frecuentes en aquellos establecimientos en los que los visitantes deben soportar tiempos de espera. Tal es el caso de consultorios médicos, clínicas dentales, despachos profesionales, oficinas, etc. en cuyo caso se sitúan en las salas de recepción. Los revisteros se convierten aquí en una alternativa más ordenada a las pilas de revistas que, situadas sobre las mesas o en sus repisas inferiores, se encuentran a menudo en estas salitas. 
En la actualidad, se pueden encontrar modelos de los más diversos diseños y materiales: mimbre, tela, metal. Sin embargo, los clásicos siguen siendo los fabricados en madera. Por la sencillez de su estructura, también se pueden utilizar como revisteros otros objetos reciclados debidamente limpiados, lijados y decorados. Así, puede escogerse una vieja caja de zapatos, una caja de vino de madera, un jarrón o un macetero de base ancha, etc.